# 1993 OO3
1993 OO3 är en asteroid i huvudbältet som upptäcktes den 20 juli 1993 av den belgiske astronomen Eric W. Elst vid La Silla-observatoriet.
Den tillhör asteroidgruppen Nysa.